# Rodrigo Tiuí
Rodrigo Tiuí (født 4. december 1985) er en brasiliansk fodboldspiller.